# La Flèche RC
Racing Club Flèchois là một câu lạc bộ bóng đá Pháp có trụ sở tại La Flèche.  Đội nữ thi đấu ở giải DH ở Ligue du Maine.

## Lịch sử
- 1953: Sự hợp nhất của hai câu lạc bộ bóng đá ở La Flèche (La Flèche Sportive và AS Bellegarde) để thành lập Union Sportive Fléchoise.
- 1976: Sự kết hợp của hai câu lạc bộ bóng đá mới ở La Flèche (Union Sportive Fléchoise và Sporting Club Fléchois).
- 1995: Tách câu lạc bộ bóng đá khỏi phần còn lại của câu lạc bộ đa thể thao Union des Sports Fléchois để thành lập Racing Club Fléchois.
- 1996: Lần thăng hạng đầu tiên lên Nationale 2, kéo dài trong một mùa.
- 2002: Thăng hạng lên CFA, một lần nữa, trong một mùa.

## Danh hiệu
- 1986 - 1987: Nhà vô địch của DH ở Maine
- 1990 - 1991: Chiến thắng Cup ở Maine
- 1995 - 1996: Đứng đầu tiên trong bảng  National 3
- 2001 - 2002: Đứng đầu tiên trong bảng CFA 2

## Coupe de France
Kết quả tốt nhất cho câu lạc bộ đã đạt đến vòng 1/32 vào năm 1995-1996, khi họ bị Martigues đánh bại, vào năm 2001-2002, khi họ bị Châteauroux đánh bại, và vào năm 2004-2005, khi họ bị Libourne-Saint-Seurin đánh bại..
- 2008 - 2009: Thua ở vòng 5 trước ES Bonchamp

## Women's Challenge de France
- 2008 - 2009: Thua ở vòng 2 trước FA Laval